# La mujer de medianoche
 La mujer de medianoche que también fue exhibida con el título de A Esposa do Solteiro es una película sin sonido coproducción de Argentina y Brasil filmada en blanco y negro dirigida por Carlo Campogalliani sobre su propio guion que se estrenó el 7 de septiembre de 1925 en Río de Janeiro y el mismo año en Argentina. Tuvo como actores principales a Paulo Benedetti,  Carlo Campogalliani,  Augusto Gonçalves y  Letizia Quaranta.

## Producción
El pionero del cine argentino, Federico Valle, italiano, radicado en la Argentina en 1915, realizó este filme junto a Pablo Benedetti; por primera vez en el mundo, esta película llevaba en la parte inferior del fotograma el pentagrama musical para que las orquestas en los cines tocaran la música incidental que correspondía al filme. Entre los intérpretes se encuentran dos actores italianos contratados especialmente para esta  producción, Leticia Quaranta y Carlo Campogalliani, y este último también lo dirigió. Fue la primera coproducción fílmica argentina-brasilera y también la primera película en la que aparece por primera vez el tango "Buenos Aires".
El director Carlo Campogalliani (1885 – 1974) inició su carrera cinematográfica en 1915, primero como actor y luego como guionista, productor y director. En 1921 conoció a la actriz Letizia Quaranta, con la que se casó, y a la cual dirigió en la mayor parte de sus filmes. Entre 1924 y 1925 dirigió varios filmes en Argentina.

## Reparto
Colaboraron en el filme los siguientes intérpretes:>
- Paulo Benedetti
- Carlo Campogalliani como Jorge Peirada.
- Amália de Oliveira
- Polly de Viana
- Bastos Estefânio
- Augusto Gonçalves como Mena.
- Luiz Lizman
- Lia Lupini
- Letizia Quaranta
- Alberto Sereno
- Ivo Soares
- Luiza Valle